# Upplands runinskrifter 792
Upplands runinskrifter 792 är en vikingatida runsten av granit i Ulunda väster om Enköping, Tillinge socken och Enköpings kommun i Uppland. 
Runstenen är 1,7 meter hög och 0,9–1,2 meter bred samt 40-50 centimeter tjock. Runhöjden är 7-12 centimeter. Omkring femton meter sydöst om stenen finns ett vadställe med stenläggning.

## Inskriften
Translitterering av runraden:
kar lit · risa · stin · þtina · at · mursa · faþur · sin · auk · kabi · at · mah sin · fu- hfila · far · aflaþi ut i · kri[k]um · arfa · sinum
Normalisering till runsvenska:
Karr let ræisa stæin þenna at Horsa(?), faður sinn, ok Kabbi(?)/Kampi(?)/Kappi(?)/Gapi(?) at mag sinn. Fo[r] hæfila, feaR aflaði ut i Grikkium arfa sinum.
Översättning till nusvenska:
Kår lät resa denna sten efter Horse(?), sin fader, och Kabbe efter sin svåger (måg). Han for dristigt, förvärvade ägodelar ute i Grekland åt sin arvinge.
Senare delen är skriven på versmåttet fornyrdislag, och flera tolkningar har framförts. Stenen hör till Greklandsstenarna.